# Mysidia pseudoerecta
Mysidia pseudoerecta är en insektsart som beskrevs av Broomfield 1985. Mysidia pseudoerecta ingår i släktet Mysidia och familjen Derbidae. Inga underarter finns listade i Catalogue of Life.